# Peloribates buntotanus
Peloribates buntotanus är en kvalsterart som beskrevs av Corpuz-Raros 1981. Peloribates buntotanus ingår i släktet Peloribates och familjen Haplozetidae. Inga underarter finns listade i Catalogue of Life.